# ブラウ作戦
ブラウ作戦（ブラウさくせん、ドイツ語：Unternehmen Blau、英語:Case Blue)は、第二次世界大戦中の1942年のドイツ軍夏季攻勢計画の名前である。作戦地域は、ロシア南部で、ボルガ河西岸への到達と、コーカサスの征服を含んだ、野心的な作戦計画であった。ドイツ軍は、作戦計画に、色名をつけることが多かったが（ポーランド侵攻=白、低地諸国・フランス侵攻=黄）、「ブラウ」はドイツ語で青の意である。

## 背景と目的
1941年のバルバロッサ作戦（ソ連侵攻作戦）が失敗に終わり、ソビエト政権の打倒も講和も達成出来なかった状況の中、1941年12月11日には日本との同盟維持の為にアメリカ合衆国にも宣戦布告したため、ドイツは米英ソ相手の長期戦に陥ってしまった。そのような状況のもとで、軍事情勢・戦争経済・周辺国への政治的影響を考慮して、ヒトラーと参謀本部の間で練られたのが、1942年の夏季攻勢計画である本作戦である。作戦立案者は、「前年受けた損害により、もはやドイツ軍は1941年のような全戦線で攻勢に出る力を持っていない」と認識し、戦争経済の観点から、ロシア南部を指向する作戦を計画した。
参謀本部の原案は、「ソ連経済のアキレス腱は、石油供給源がほとんどバクー油田に依存している事」に着目し、この石油補給路を断つことにより経済を麻痺させ、ソ連の継戦能力を奪おうとするものであった。すなわち、スターリングラード近郊でボルガ河西岸に到達しボルガ河のタンカー運航を阻止し、次にアストラハンを攻略する事で鉄道輸送による石油供給を断つ、というものであった。バクー油田の占領そのものは、原案には含まれていなかった。
しかし、ヒトラー(陸軍最高司令官も兼任)は、この原案には不同意で、自身で大幅に書きなおしたものが、実際の作戦計画となった。

## 作戦計画
作戦計画は、2段階になっており、第一段階で、ドン河湾曲部西岸のソ連軍を撃破し渡河点を確保し、第二段階では、攻勢軸を2つにわけ、ひとつはスターリングラード周辺でボルガ河西岸に到達する事（のちのB軍集団）、もうひとつは、コーカサス地方をはるかに南下しバクー油田を占領する事（のちのA軍集団）が、目標とされた。
ドイツ軍の将軍の間では、補給能力限界や4000m級の山岳が連なるカフカス山脈を超えてのバクーまでの進撃の困難さをあげ、この案には反対の者が多かったが、ヒトラーは、押し切った。

## 作戦開始時の両軍の兵力
枢軸軍
- 南方軍集団(フェードア・フォン・ボック元帥)
  - 第2軍(ハンス・フォン・ザルムート歩兵大将)
  - 第4装甲軍(ヘルマン・ホト上級大将)
  - 第6軍(フリードリヒ・パウルス装甲兵大将)
  - イタリア第8軍
  - 第1装甲軍(エヴァルト・フォン・クライスト上級大将)
  - 第17軍(リヒャルト・ルオッフ上級大将)
  - ルーマニア第3軍(ペトレ・ドゥミトレスク大将)
  - 第4航空軍(アレクサンダー・レーア上級大将)

ソ連軍
- ヴォロネジ方面軍(ニコライ・ヴァトゥーチン大将)7月7日に新編成
- 南西方面軍(セミョーン・チモシェンコ元帥)7月12日にスターリングラード方面軍に改称
- 南方面軍(ロディオン・マリノフスキー中将)7月28日に北コーカサス方面軍に吸収
- 北コーカサス方面軍(セミョーン・ブジョーンヌイ元帥)

## 経過

### 第一段階 - ドン河西岸
ドイツ南方軍集団は、6月28日に攻勢を開始した。ソ連軍大本営は、1942年のドイツ軍攻勢計画に、モスクワが含まれていない事を知らなかったので、モスクワ後方に、大本営予備を配置していたが、ヴォロネジへの攻撃は、モスクワへの南からの攻勢軸と考えられたので、増援を送りこんで激戦となった。しかし、5月のハリコフ奪回を狙ったティモシェンコ攻勢の失敗のおかげで、ソ連南西方面軍は、攻勢に出たドイツ軍に対して大幅に劣勢であったので、7月9日にはスターリンとティモシェンコは、南西方面軍に対してドン河東岸への戦略的撤退を命令した。
7月6日には、ドン河湾曲部の渡河点を抑え、ドイツ軍は、東岸に進み始めた。7月25日には、ロストフが陥落した。そこで、7月23日には、ヒトラーは、作戦の第一段階の目標は達成したと認識し、総統指令第45号を発令した。この中で、ヒトラーは以降の攻勢目標として、スターリングラードとバクーの占領をあげた。それぞれの目標のために、南方軍集団は、コーカサスを目指すA軍集団と、スターリングラードを目指すB軍集団に、7月9日に分割された。ボック元帥は、ヴォロネジでの停滞の責任をとらされて、7月13日にはB軍集団司令官を更迭され、後任には、マクシミリアン・フォン・ヴァイクス上級大将が起用された。

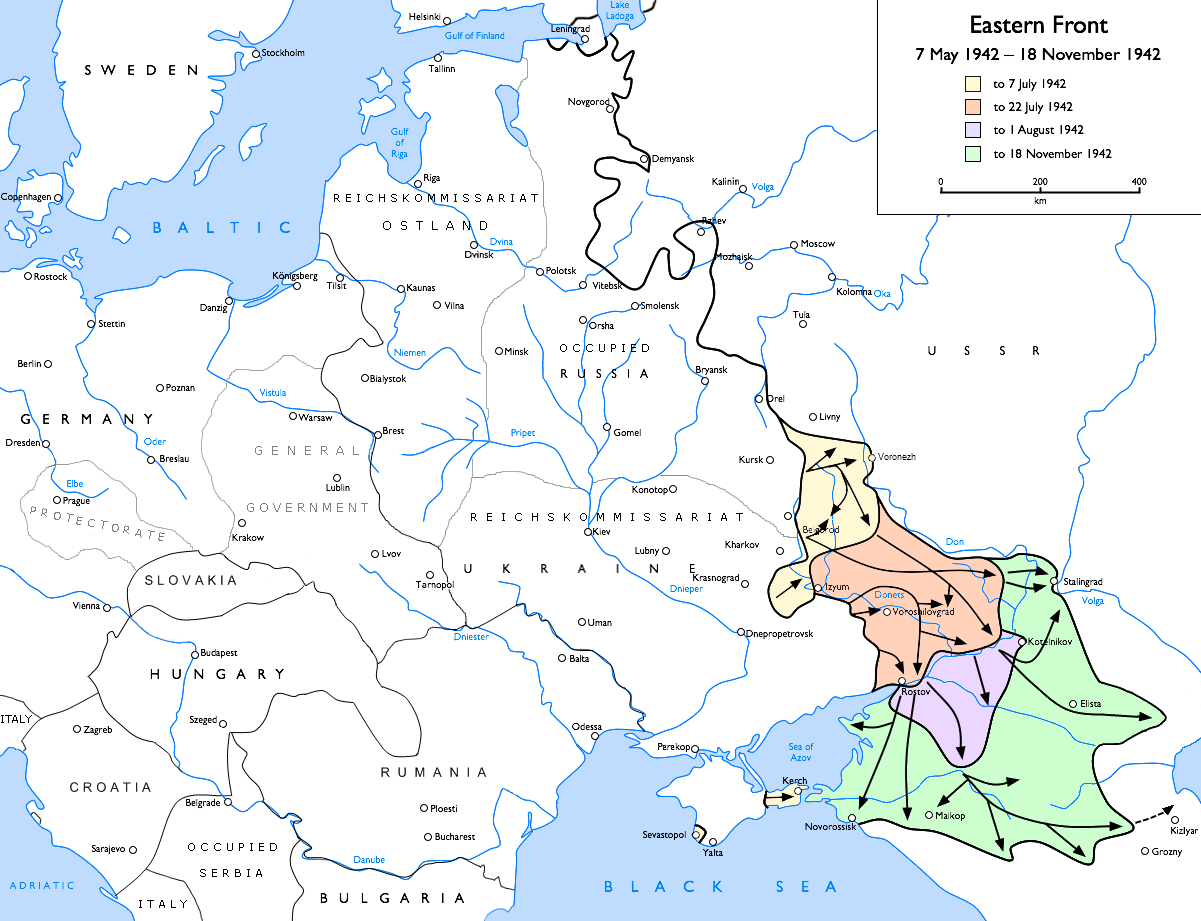
ドイツ軍の進撃。1942年5月から1942年11月にかけての前線の推移

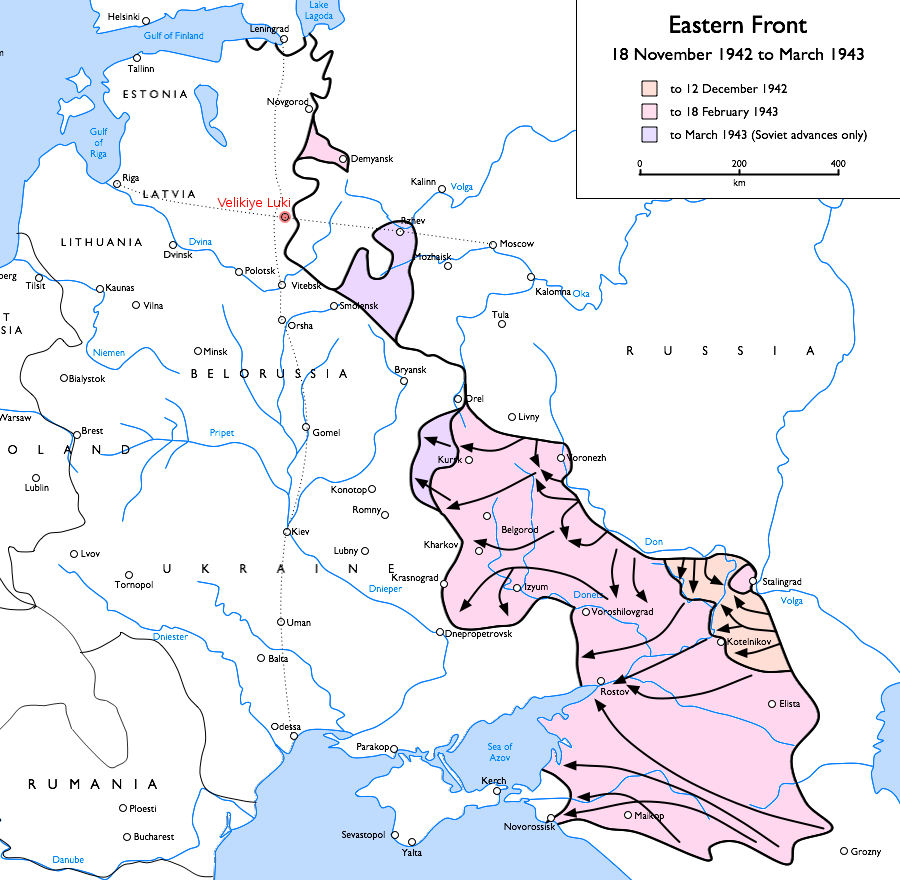
ブラウ作戦後、1942年11月から1943年3月にかけての前線の推移

### A軍集団の戦闘 - コーカサス
A軍集団は7月25日、ソ連海軍の拠点にあたるロストフを占領し、8月9日には大規模な油田施設のあるマイコープを占領した。しかし、油田はソ連軍によって徹底的に破壊されていた。
8月21日にはノヴォシーロフを占領。9月1日にはセヴァストポリ包囲戦を終えた第11軍が、初期の予定よりだいぶ遅れて、A軍集団支援の為にケルチからタマン半島に上陸した。第11軍はカフカース南東部へ進撃するA軍集団を西部から援護攻撃して、補給改善のために黒海沿岸の港湾都市を占領し海からの補給を確保しようとした。9月6日にはタマン半島の南側の黒海に面する港湾都市ノヴォロシースクを占領。小規模な油田地帯があるクバン川流域の町を次々と占領していった。しかし油田施設はやはりソ連軍によって破壊されており、石油を確保することはできなかった。9月9日には、ヒトラーは、コーカサスでの進捗が捗々しくないので、A軍集団司令官リスト元帥を解任し、当面、自ら指揮をとることにした。
10月6日、ドイツ軍はマルゴベクに至るが、ソ連軍の抵抗と石油不足によって一時攻勢を停止せざるを得なくなる。この時ソ連軍はドイツ軍の爆撃を受けつつもアストラハンからの補給線を確保し、現地のパルチザンとも協力して抵抗を強めていた。ソ連軍の戦略的撤退は完了し、反撃の為の補給を受けつつあったのである。初期の作戦ではスターリングラードとアストラハンの両都市を制圧後、バクーを攻略する計画であったが、B軍集団のスターリングラードでの苦戦によって連携を欠いていた。またマイコープからバクーまでの行程はそれまでの平原とは違い、カフカース山脈の尾根が連なる山岳地帯であった。この地域の道路は他のソ連領内同様に整備されておらず、鉄道も破壊されており、補給もままならないためドイツ軍の進撃は滞った。このような地形は装甲部隊の進撃には適しておらず、逆にパルチザンやソ連軍にとって防衛には適していた。それでもドイツ軍は10月25日にテレク川の南で攻勢を再開し、オルジョニキーゼ付近まで進出したが、ついにグロズヌイから僅か60キロの所でついに燃料が尽き、進撃を停止してしまった（結果的にはここが東部戦線におけるドイツ陸軍の最遠進出地となった）。
11月8日、ソ連軍がテレク川付近で攻勢を開始したため、ドイツ軍はバクー攻略をあきらめてカフカース西部まで撤退をはじめた。さらに11月22日には当戦線の背後にあたるスターリングラードの第6軍が包囲されてしまい、B軍集団の戦線には大きな穴ができてしまった。ソ連軍はさらにA軍集団も包囲しようと、ロストフを目標とする攻勢を開始した。12月28日にヒトラーは東部戦線南翼全体の崩壊を避けるため、A軍集団にクバン橋頭堡を除いてカフカースからの全面撤退を命令した。フォン・クライスト将軍が撤退の指揮を任され、なんとか全部隊の撤退をすることに成功した。だが、ソ連の石油補給路を遮断してソ連の継戦能力を奪い、さらにはソ連の石油で自らの石油供給を確保して長期戦に備えるという、ブラウ作戦の本来の目的を達成することはできなかった。

### B軍集団の戦闘 - スターリングラード
B軍集団は、A軍集団支援の為引き抜かれていた第4装甲軍を取り戻してやっと攻勢を順調にしたが、すでに作戦は予定よりも三週間遅れていた。先に進んでいた第6軍は8月14日にドン川屈曲部のソ連軍を排除し、8月21日にはクレツスカヤ付近でドン川を渡りスターリングラード攻防戦が始まった。8月25日、スターリングラードの包囲が完成し、9月3日スターリングラードの南で第4装甲軍の一部がヴォルガ川西岸に到達。9月4日、ドイツ空軍機約1,000機が2週間に及ぶスターリングラードの爆撃を開始し、市内は瓦礫と化した。この時、ウクライナ各地からの難民が集まっていたスターリングラードの市民にもやっと避難令が出たが、もはやその実行は不可能であった。9月13日、市内に侵入したドイツ軍は一ヶ月以上も市街戦を続け、10月中旬頃にはヴォルガ河岸まであと150mの地域まで進出したが、ソビエト軍守備隊も1日に2,500人もの犠牲をはらいながら死守を続けていた。ドイツ側の消耗も激しく、たとえば第305歩兵師団のある連隊は戦闘可能な兵が1,200人から60人にまで減っていた。ドイツ軍兵士には砲弾恐怖症になるものも出た。さらに冬が近いにも関わらず兵士たちに冬用装備は無く、悪化する状況に第6軍指揮官フリードリヒ・パウルス装甲兵大将は10月6日戦闘を停止させる。10月22日、ついに雪が降り始めた。
ヒトラーは、11月8日に「もはや船1隻たりともヴォルガ川をのぼることはできない」と演説したが、11月19日には、ソ連軍（約100万人）がウラヌス作戦でスターリングラードの第6軍の南北で反撃に出て、ルーマニア軍が保持していた戦線を突破し、22日には包囲網が完成した。
ヒトラーは第6軍のスターリングラード死守を命じたが、ルーマニアのイオン・アントネスク元帥は脱出を主張。長い協議の末に救援作戦が決定され、ドン軍集団が編成され、マンシュタイン元帥に指揮が委ねられた。マンシュタイン元帥は12月12日、第6軍の救出作戦「冬の嵐作戦」を発令し、LVII装甲軍団は、包囲網南西端より約140kmのコテリニコボより攻勢を開始した。この方面のソ連軍の配備は手薄だったため進撃は順調で、スターリングラードに取り残された第6軍兵士は、最後の望みである救出部隊の戦闘音が近くなるのを喜んだ。先頭の部隊は照明弾を第6軍に向けて撃ち、第6軍の脱出は可能になるかと思われた。しかしヒトラーから死守命令を受けていた第6軍パウルス将軍は燃料不足を理由に脱出を拒否する。さらにソ連第2親衛軍がムイシコワ川で防衛についてからは激戦となり、救出部隊の進撃は停止した。救出部隊は戦力不足のため、損害も日に日に多くなっていた。12月23日には、チル川戦線の危機的な状況に対応するため、LVII装甲軍団より最有力の第6装甲師団を引き抜いたため、事実上、救出作戦は終了となった。これ以後、SS将校やヒトラーに脱出を認められた将官達は、兵士たちを残したまま輸送機でスターリングラードを去っていった。

スターリングラードの戦い 1942年11月19日（青）から同年12月24日（緑:スターリングラード攻囲後）にかけての前線の推移

### スターリングラードのドイツ軍の降伏
スターリングラードに取り残されたドイツ第六軍と第4装甲軍の一部と同盟国軍のルーマニア軍・ハンガリー軍（約33万人）は、ドイツ空軍の輸送機による補給で辛うじて命をつないでいた。既に兵士一人への1日の食料はパン50gとなっていた。運のいい負傷兵（約4万人）は輸送機で病院へ運ばれたが、ほとんどの兵士はチフス、栄養失調、凍傷等で命を落としていた。市内には1万人以上の市民が残っていたが、ドイツ兵達は彼らから食料を接収せざるを得なかった。兵士も市民も飢えに苦しみ、軍馬や犬、最後には人肉を食うしかなくなるケースすらあった。1月に入るとソ連軍による包囲網はさらに狭められ、ヒトムニク飛行場が攻撃され、70機以上の航空機が地上で破壊された。
1月8日、ソ連軍は第6軍に名誉ある降伏を求めたが、パウルス上級大将はヒトラーの命で拒否。翌々日にはソ連7個軍の攻勢が始まり、陣地は次々に突破されていった。1月14日、ヒトラーの下にビンリッヒ・ベーア大尉が送られて戦況を報告し降伏交渉の許可を求めるが、ヒトラーは断固としてそれを認めなかった。1月30日、ヒトラー政権誕生10周年の党大会でヘルマン・ゲーリングは「少し残酷に聞こえるかもしれないが、ノルウェー・アフリカ・スターリングラードでの兵士の死は大きな問題ではない。最終的には我が軍の勝利する地となるからだ。」と演説。ヨーゼフ・ゲッベルスも「この困難を乗り越えてこそ真の勝利者となれるのだ。」と述べ、スターリングラードでの敗退を決め付け、第6軍の兵士たちを見捨てた。そしてこの日、ヒトラーはパウルスを元帥に昇進させる。ドイツ軍の歴史に降伏を選択した元帥はおらず、すなわち昇進は自決を意味する。しかし翌日、南部のパウルス元帥及び彼が率いるドイツ軍は降伏した。2月2日には北部のドイツ軍も降伏した。小規模な戦闘は3月まで続いた。
生き残りの10万人のドイツ兵は捕虜となったが、収容所までの移動により2万人が死亡する（歩けない者は見捨てられるか射殺だった）。このときソ連は各地で鉄道網が爆撃されていて食料補給さえまともにできず、軍は支給される食料の半分を捕虜にまわしていたというものの、それでも飢えとチフスによりさらに5万人が死亡した。シベリア・カザフスタンに移送される際に1万3,000人（貨車に乗せられて、食事は三日に一度だった）が死亡。さらに移送先のラーゲリにおける炭・ウラン採掘という過酷な労働をさせられて次々に命を落とし、最終的には戦後まで生き残れたのは5,700人程度であった。

## ブラウ作戦の結果と敗因・その後への影響
ブラウ作戦は立案時よりヒトラーが深く関与していた。「総統は作戦会議中、提示した作戦に反対する将軍たちに激怒し、地図のカフカースとスターリングラードに拳をつきつけて“この作戦を支持するか？”と聞いた」（フランツ・ハルダーの証言）。ヒトラーは自分の根拠のない直感と自論の“戦争経済”だけをもとに作戦を推し進め、ソ連軍を侮って自軍を過大評価していた。たとえば6月頃に諜報機関から“ウラル山脈周辺の工場から大量の戦車が貨物列車で送られている”という情報がもたらされていたが、ヒトラーはこれを黙殺している。
さらにヒトラーは乱命を繰り返した。苦戦するA軍集団を支援するためにB軍集団から装甲師団を引き抜いたため、スターリングラードにはまず第6軍のみが到達し、予定より三週間も遅れて第4装甲軍が着くのを待って突入が開始された。この間にスターリングラードには多くの陣地が作られ、撤退してきたソ連軍部隊が集結していた。A軍集団の指揮権を剥奪し、自ら指揮したことも部隊を混乱させている。最も悪い結果をもたらしたのはスターリングラード死守命令であり、第6軍のパウルス将軍もそれを遵守したため、第6軍は脱出も降伏も不可能となった。その結果、約30万のドイツ・ルーマニア・ハンガリー兵と約50万のソ連兵、そして一般市民を合わせて100万人以上が犠牲になっている。ドイツ軍は多くの精鋭師団を失い、東部戦線の主導権がソ連軍に移っていくという事態を招いた。さらにブルガリア、ルーマニアなどの同盟諸国からの信頼も失ってしまった。（もっともこの後、マンシュタイン元帥の指揮によって第三次ハリコフ攻防戦に勝利し、一時的にではあるが東部戦線を維持することはできた）
一方でソ連軍はバルバロッサ作戦当時とは異なり土地に固執せずに戦略的撤退を行ったためドイツ軍による大規模な包囲殲滅が発生しなくなった。最終的に温存されたソ連軍の戦力がスターリングラード防衛に集中的に投入され、逆にスターリングラードに固執したヒトラーが死守を命じたため第6軍が包囲殲滅される結果となった。
この作戦はドイツ軍にとって人的被害が極めて大きく、この後はそれまで兵役を免除されていた熟練工や工場労働者も前線に動員されるようになっていった。これは国内の軍需生産率が悪くなっていった原因のひとつであった。